# Velika Holovajna
Velika Holovajna (njemački: Großhöflein, mađarski: Nagyhöflány) je tržni grad u austrijskoj saveznoj državi Gradišće, administrativno pripada Kotaru Željezno-okolica. 

## Stanovništvo
Velika Holovajna prema podacima iz 2010. godine ima 1.887 stanovnika. 1910. godine je imala 1.331 stanovnika od čega 1.188 Nijemca i 103 Mađara.

## Vanjske poveznice
- Internet stranica naselja